# 과천군
과천군(果川郡)은 경기도의 옛 행정구역이다. 1914년 행정구역 개편으로 시흥군, 안산군과 합군되어 시흥군으로 개편되었다. 현재의 과천시를 중심으로 서울특별시 대부분의 동작구(다만, 상도동·신대방동은 시흥군 소속이었다.)·서초구(다만, 염곡동·내곡동은 광주군 소속이었다.), 안양시, 군포시 일대에 해당한다.

## 유래
- 초기 명칭은 동사힐(冬斯肹), 또는 율목(栗木)인데 동사(冬斯)는 "돗"으로 추정되어 백제 지명에 많이 나오는 두(斗)자와 같은 표기로 간주되며, 지금 과천시 일대가 산으로 둘러싸여 있기에, 산의 옛말 중 '둠, 두메'와 관련 있는 듯 하다. '힐(肹)'은 고구려어 표기인 '홀(忽)'=>'골'의 표기로 추정되며, 요즘 말로는 "두메(산)골"이라는 뜻으로 여겨진다.

- '율목'은 "밤나무"라는 뜻으로 읽히고, 실제로 옛날에 밤나무가 무척 많았다고는 하지만, 불분명하다. 앞서의 동사 "힐"의 가차(假借)라는 설도 있으나, 율목의 목(木)을 "나무"라고 읽지 않고, 나무를 세는 "그루"=>걸로 개련해 "밤걸"로 해석된다.이것은 나중의 이름인 율진(栗津)과 연관있는 것이다.

- 나중에 율(栗)을 중시해 과일을 뜻하는 果로 고쳐 과주, 과천이 되었다.[1]

## 역사
| Daedongyeojido (Gyujanggak) 13-04.jpg |  |
|                                       |  |

- 백제 동사힐현, 이후 장수왕의 남진 정책으로 한강 유역을 고구려가 차지한 이후로는 율목군으로 고쳤다.[2]
- 757년 경덕왕 16년에 행정제도 개편으로 율진군(栗津郡)으로 개칭된 후 이서의 곡양현(서울 영등포, 금천, 경기 광명)과 공암현(서울 강서, 양천), 소성현(인천 남부, 시흥 북부)의 3현을 영현으로 관할하였다.
- 940년 고려 태조 23년에 과주(果州)로 승격되었다.
- 1018년 고려 현종 9년에 현으로 격하되어 과주현이 되었다.
- 1285년 충렬왕 11년 과주현 관할의 용산처(龍山處)가 부원현(富原縣)으로 분리되었다. 부원현은 지금의 서울 용산구이다.
- 1413년 태종13년에 도호부 이하 군현중 과거에 주(州)의 지위였던 관계로 주라는 이름을 쓰는 지방을 山이나 川으로 개명할 것을 명령함으로써 과천현(果川縣)으로 개명해 지금의 과천이라는 이름이 확립되었다. 그리고 현감을 두었다.
- 1895년 음력 윤5월 1일 23부府제로 행정구역이 재편되면서 현(縣)제도가 폐지되었기 때문에 군(郡)으로 승격되어 인천부 관할 과천군이 되었다.[3]
- 1896년 8월 4일 지방 행정 체제가 13도제로 변경되어 경기도 과천군으로 개편되었다.[4]
- 1914년 4월 1일 일제에 의한 행정폐합으로 시흥군, 안산군(월곶면·북방면·성곶면은 수원군에 편입)과 통합하여 시흥군으로 개편되었다.[5]
- 1986년 1월 1일 경기도 과천지구출장소(시흥군 과천면)이 과천시로 승격되면서 옛 과천군이 사실상 부활되었다.[6]

## 행정 구역
1914년 이전의 행정구역과 현재의 행정구역 비교
| 구한말          | 구한말          | 구한말 | 현재              | 현재                                                               |
| 군              | 면              | 리 | 시·구             | 동                                                                 |
| --------------- | --------------- | --- | ----------------- | ------------------------------------------------------------------ |
| 과천군 (果川郡) | 군내면 (郡內面) | 관문동·내점동(官門洞·內店洞), 문원동·외점동·교동(文原洞·外店洞·校洞), 하리동(下里洞), 막계동(幕溪洞), 갈현동·가일동(葛峴洞·加日洞) | 과천시            | 관문동·부림동, 문원동·별양동·문원동·중앙동, 과천동, 막계동, 갈현동 |
| 과천군 (果川郡) | 동면 (東面)     | 주암리(注岩里) | 과천시            | 주암동                                                             |
| 과천군 (果川郡) | 동면 (東面)     | 서초리·명달리(瑞草里·明達里)·신원동(新院洞), 양재동(良才洞), 원기동(院基洞), 우면리(牛眠里)                                        | 서울특별시 서초구 | 서초동, 신원동, 양재동, 원지동, 우면동                             |
| 과천군 (果川郡) | 상북면 (上北面) | 방배동(方背洞), 상반포리·하반포리·사평리(上盤浦里·下盤浦里·砂平里), 잠실리(蠶室里)                                                 | 서울특별시 서초구 | 방배동, 반포동, 잠원동                                             |
| 과천군 (果川郡) | 상북면 (上北面) | 동작리·포촌리(銅雀里·浦村里), 사당리(舍堂里)                                                                                       | 서울특별시 동작구 | 동작동, 사당동                                                     |
| 과천군 (果川郡) | 하북면 (下北面) | 고사리·신분촌·옹막동·옹점리(高寺里·新分村·甕幕洞·甕店里), 본동·상가차산리·하가차산리(本洞·上加次山里·下加次山里), 흑석리(黑石里)   | 서울특별시 동작구 | 노량진동, 본동, 흑석동                                             |
| 과천군 (果川郡) | 상서면 (上西面) | 일동(一洞), 이동(二洞), 내비산리·외비산리(內飛山里·外飛山里)                                                                       | 안양시 동안구     | 관양동, 평촌동, 비산동                                             |
| 과천군 (果川郡) | 하서면 (下西面) | 호계동·도양리(虎溪洞·道陽里) | 안양시 동안구     | 호계동                                                             |
| 과천군 (果川郡) | 하서면 (下西面) | 안양리·석수동·발사리·장내리·후두미리(安養里·撥舍里·石手洞·墻內里·後頭尾里)                                                         | 안양시 만안구     | 안양동                                                             |
| 과천군 (果川郡) | 남면 (南面)     | 산본동(山本洞), 금정리·괴곡리(衿井里·槐谷里), 당리·용호동(堂里·龍虎洞), 당정리·봉성리(堂井里·鳳城里), 부곡리·장간리(富谷里·章干里) | 군포시            | 산본동, 금정동, 당동, 당정동, 부곡동                               |